# 397 pr. n. št.

## Dogodki
- začetek druge kartažansko-sirakuške vojne.

## Rojstva
- Antipater, makedonski general in državnik († 319 pr. n. št.)